# 黑鳞节肢蕨
黑鳞节肢蕨（学名：Arthromeris nigropaleacea）为水龙骨科节肢蕨属下的一个种。